# Élections municipales de 2026 à Mulhouse
Pour des articles plus généraux, voir Élections municipales françaises de 2026 et Élections municipales de 2026 dans le Haut-Rhin.
Les élections municipales de 2026 à Mulhouse auront lieu en mars 2026. Elles visent au renouvellement du conseil municipal et du conseil communautaire de la communauté d'agglomération de Mulhouse Alsace Agglomération.

## Modalités du scrutin

### Dates
Ces élections se tiendront en mars 2026, les dates précises seront annoncées par décret au moins 3 mois avant le scrutin.

### Mode de scrutin
L'élection des conseillers municipaux et communautaires se déroule selon un scrutin de liste à deux tours avec prime majoritaire : les candidats se présentent en listes complètes avec la possibilité de deux candidats supplémentaires. Lors du vote, on ne peut faire ni adjonction, ni suppression, ni modification de l'ordre de présentation des listes. Chaque bulletin de vote comporte deux listes : une liste de candidats aux seules élections municipales et une liste de ceux également candidats au conseil communautaire.
Le nombre de sièges à pourvoir au conseil municipal de Mulhouse correspond à celui des communes dont la population est comprise entre 100 000 et 150 000 habitants, soit 55 sièges. Les conseillers municipaux sont élus au suffrage universel direct pour une durée de mandat de six ans. L'élection se termine au premier tour en cas de majorité absolue. Le cas échéant, un second tour a lieu. Les listes qui ont obtenu au moins 10 % des suffrages exprimés au premier tour peuvent se présenter au second. Les candidats des listes qui ont obtenu plus de 5 % des suffrages exprimés au premier tour peuvent rejoindre une autre liste.
La liste ayant obtenu le plus de voix se voit attribuer la moitié des sièges, arrondie à l'entier supérieur si nécessaire. Ainsi, la liste majoritaire obtiens automatiquement 28 sièges. Les 27 sièges restants sont attribués à la représentation proportionnelle à la plus forte moyenne aux listes ayant obtenu au moins 5 % des suffrages exprimés au second tour (ou au premier tour en cas de tour unique).

## Contexte

### Scrutin précédent
Les élections municipales de 2020 ont été marquées par une abstention massive en raison de la pandémie de Covid-19, la participation lors du 1er tour s'étant effondrée de 47 % en 2014 à 26 % en 2020.
Sur le plan local, la liste conduite par la républicaine Michèle Lutz, candidate à sa propre succession, parvient à se maintenir en tête bien que perdant 2 sièges.
La liste d'union de la gauche, menée par Loïc Minery, et réunissant Europe Écologie - Les Verts, le Parti communiste, Génération.s, et La France insoumise forme la première force d'opposition avec 7 élus.
La liste centriste La République en Marche - MoDem - Agir parvient à entrer au conseil municipal en y envoyant 6 élus.
Enfin, le Rassemblement national parvient à se maintenir au conseil municipal, bien que perdant 1 de ses 4 sièges initiaux.
En September 2024, 8 élus de la majorité sont exclus et forment le premier groupe d'opposition depuis, Mulhouse Au Coeur.

## Candidatures déclarées
Le 17 janvier 2025 Cécile Sornin, ancienne adjointe municipale, se déclare tête de liste soutenue par les anciens adjoint démis en septembre 2024,.
Courant février 2025, Hicham Bensoussi déclare sa candidature,.
Loïc Minery (Mulhouse Cause Commune) est investi en mai 2025. avec le soutien des Écologistes, du parti socialiste, du parti communiste, de Génération.s et de Place publique,.
Le 12 juin 2025, le MoDem dévoile que Bruno Fuchs, député de la 6e circonscription, est son chef de file à Mulhouse.

## Candidatures probables
Le 30 janvier 2025, Frédéric Marquet, jusqu'alors membre du bureau de l'association "Mulhouse j'y crois", indique qu'il envisage la possibilité de se présenter aux prochaines municipales.

## Sondages
Tout sondage d'opinion est affecté par une marge d'erreur.
Une couleur arbitraire est associée à chaque institut de sondage ; ces couleurs sont une aide visuelle et ne correspondent pas à une tendance politique.
| Source     | Date de réalisation | Échantillon | LO | LÉ     | RE | LR   | RN   |
| Source     | Date de réalisation | Échantillon | LO | Minery | RE | Lutz | Ritz |
| ---------- | ------------------- | ----------- | -- | ------ | -- | ---- | ---- |
| Source     | Date de réalisation | Échantillon |    |        |    |      |      |
| OpinionWay | 9-18 octobre 2023   | 682         | 4  | 25     | 12 | 42   | 17   |

N.B. :
- en gras sur fond coloré : le candidat arrivé en tête du sondage ;
- en gras sur fond blanc les candidats qualifiés au second tour dans le sondage.

## Résultats
|                          |                  |                          |              |              |             |             |        |        |  |
| Tête de liste            | Tête de liste    | Liste                    | Premier tour | Premier tour | Second tour | Second tour | Sièges | Sièges |  |
| Tête de liste            | Tête de liste    | Liste                    | Voix         | %            | Voix        | %           | CM     | CC     |  |
|                          | Hicham Bensoussi | DVC                      |              |              |             |             |        |        |  |
|                          |                  |                          |              |              |             |             |        |        |  |
|                          | Loïc Minery      | LÉ - PS - PCF - G·s - PP |              |              |             |             |        |        |  |
|                          |                  |                          |              |              |             |             |        |        |  |
|                          | Cécile Sornin    | DVD                      |              |              |             |             |        |        |  |
|                          |                  |                          |              |              |             |             |        |        |  |
|                          |                  |                          |              |              |             |             |        |        |  |
| Votes valides            |                  |                          |              |              |             |             |        |        |  |
| Votes blancs             |                  |                          |              |              |             |             |        |        |  |
| Votes nuls               |                  |                          |              |              |             |             |        |        |  |
| Total                    | Total            | Total                    |              | 100          |             | 100         | 55     | 41     |  |
| Abstention               |                  |                          |              |              |             |             |        |        |  |
| Inscrits / participation |                  |                          |              |              |             |             |        |        |  |